# Терновский (Егорлыкский район)
Терно́вский — хутор в Егорлыкском районе Ростовской области.
Входит в состав Объединенного сельского поселения.

## География
Хутор находится на берегу реки Терновая (бассейн Еи), по которой и получил своё название.

## Население
| 1989 | 2002 | 2010 |
| ---- | ---- | ---- |
| 184  | ↗278 | ↗304 |

## Улицы
На хуторе имеется одна улица: Терновская.

## Известные уроженцы
- Дубинец, Андрей Петрович (1911—1942) — советский военнослужащий, капитан, Герой Советского Союза.